# Elisabeth Lesou
Elisabeth Lesou est une tireuse sportive française.

## Carrière
Elisabeth Lesou remporte la médaille d'argent au tir couché à la carabine à 50 mètres aux Championnats d'Europe de tir 1976 à Skopje.
Elle est médaillée d'argent au tir couché à la carabine à 50 mètres par équipes, ainsi que médaillée de bronze au tir 3 positions à la carabine à 50 mètres par équipes aux Championnats du monde de tir 1978 à Séoul, avec Yvette Courault et Dominique Esnault.
Elle évolue à la Société de tir La Miotte.